# Слунь
Слунь (хорв.  Slunj ) — город в Хорватии, в жупании Карловац. Население — 1 776 человека в самом городе и 6 096 человек в административном районе с центром в Слуне (2001). 87 % населения — хорваты, 9,4 % — сербы.

## Общие сведения

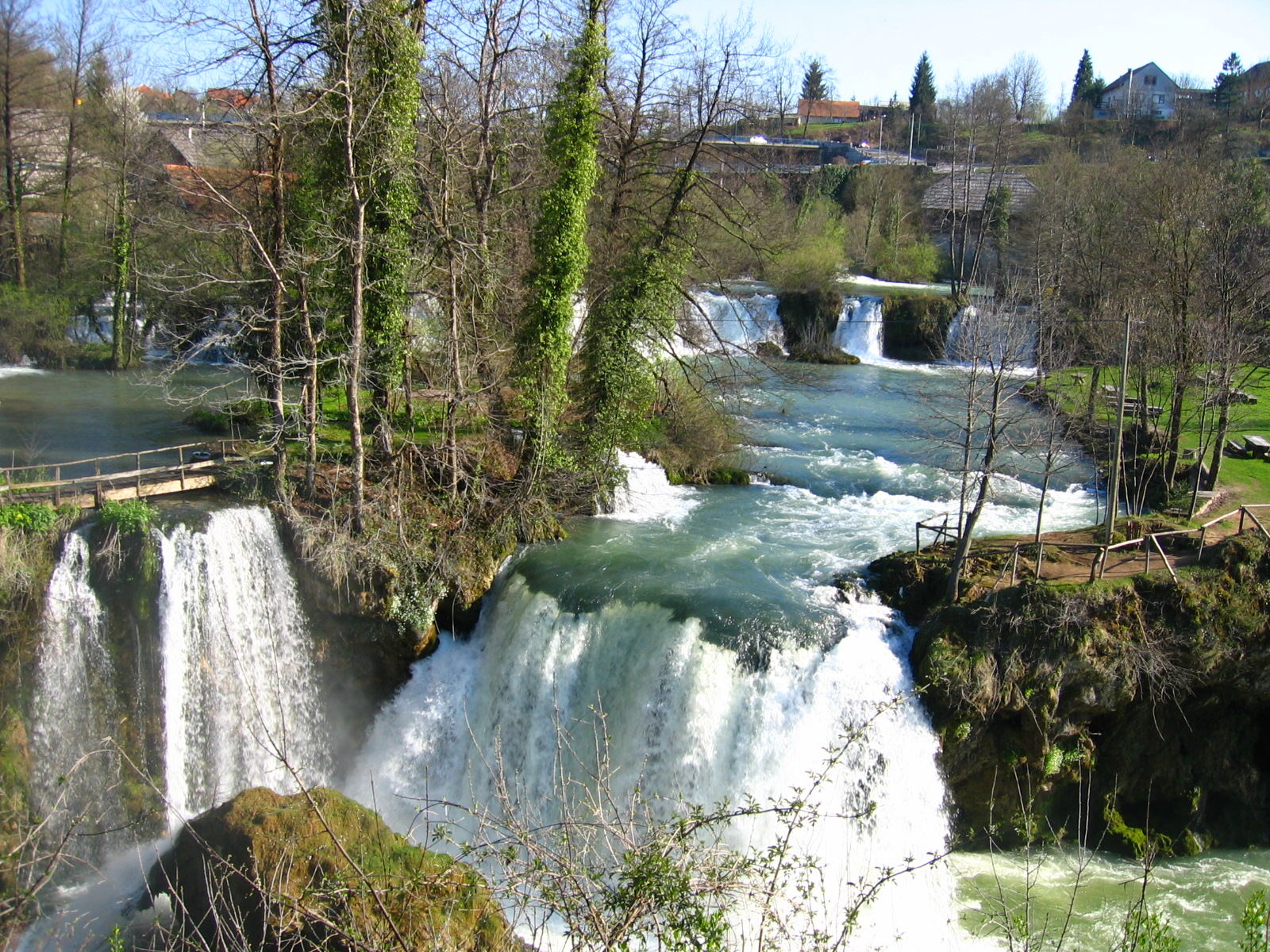
Водопады на Слуньчице

Слунь находится в гористом регионе в 30 километрах к северу от национального парка Плитвицкие озёра и в 15 км к западу от границы с Боснией и Герцеговиной. Через город протекает река Корана, в черте города в неё впадает небольшая река Слуньчица (Слушница). Через Слунь проходит важная автодорога Карловац — Книн.
Окрестности города очень живописны. В окрестностях Слуня большое число водопадов на Слунчице и Коране, привлекающих внимание туристов. Австрийский писатель Х. фон Додерер в 1963 году выпустил в свет роман «Слуньские водопады» (нем. Die Wasserfälle von Slunj). Кроме того, известной достопримечательностью города являются старинные водяные мельницы, многие из которых построены ещё в XVIII веке.

## История

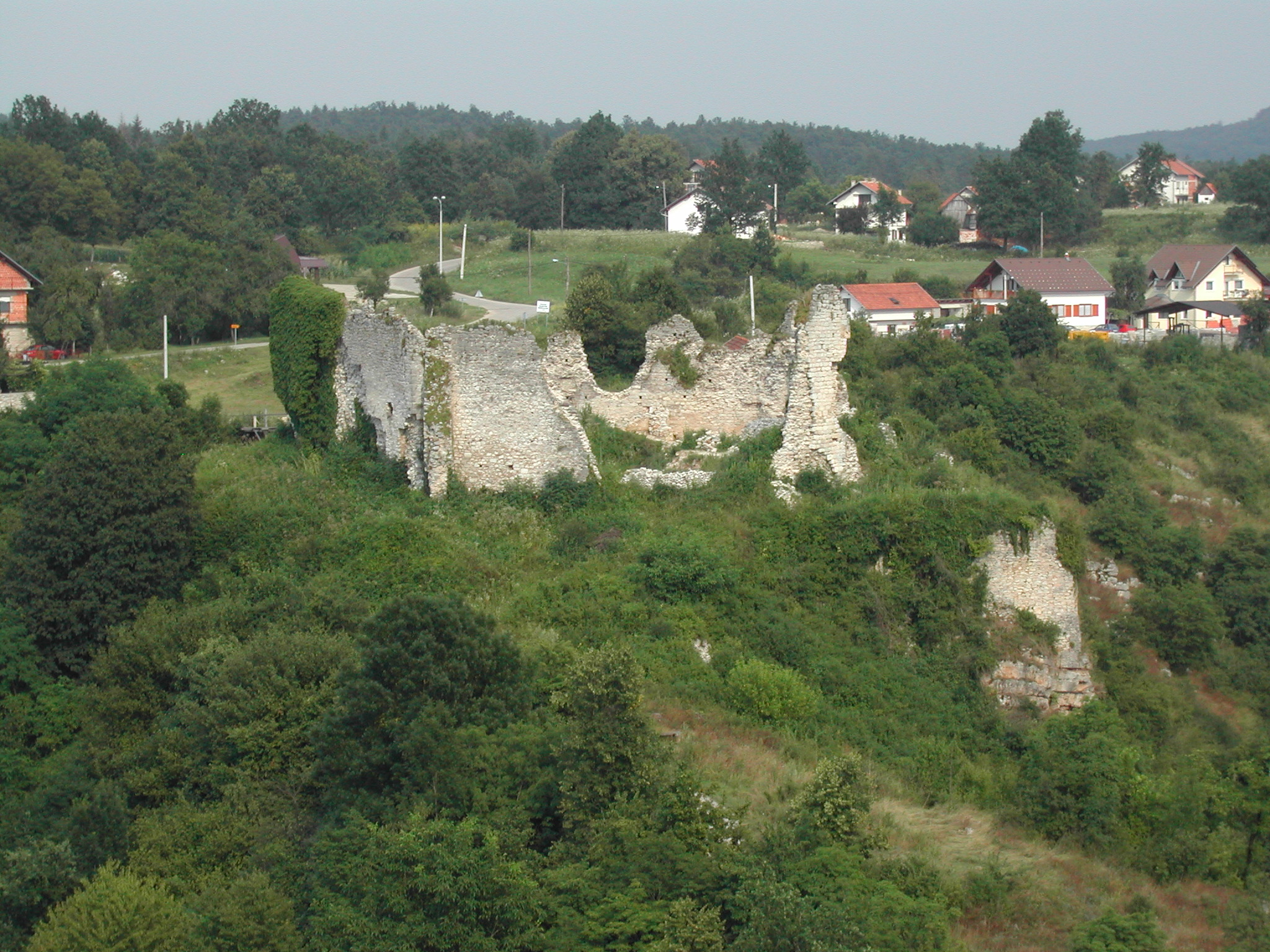
Развалины форта Франкопанов

Впервые Слунь упомянут в XII веке под именем «Словин град» (хорв. Slovin grad). В XV столетии здесь была воздвигнута твердыня феодального рода Франкопанов. Рядом с ней в то же время был заложен францисканский монастырь. В XVI веке Слунь был полностью разорён турецким нашествием, позднее превращён в один из укреплённых постов Военной границы (особой области, созданной Габсбургами для защиты от турок). В конце XVII века Слунь был полностью перестроен и сохранил планировку этого периода до наших дней.
Во время Войны в Хорватии (1991—1995) историческому центру города был нанесён существенный ущерб. В 1991 году был занят армией самопровозглашённой Сербской Краины, после чего из города было изгнано почти всё хорватское население. Город значительно пострадал от хорватских обстрелов в ходе операции «Буря» в августе 1995 года, сербское население было изгнано хорватской армией (частично вернулось после войны). Восстановительные работы продолжались несколько лет после окончания войны.